# Plistospilota nova
Plistospilota nova är en bönsyrseart som beskrevs av Max Beier 1930. Plistospilota nova ingår i släktet Plistospilota och familjen Mantidae. Inga underarter finns listade i Catalogue of Life.